# Come creare il ragazzo perfetto
Come creare il ragazzo perfetto (How to Build a Better Boy) è un film per la televisione con protagonisti China Anne McClain, Kelli Berglund e Marshall Williams. Il film è diretto da Paul Hoen e scritto da Jason Mayland.
Negli Stati Uniti è stato trasmesso il 15 agosto 2014, in Italia è stato trasmesso il 22 novembre dello stesso anno su Disney Channel.

## Trama
Due migliori amiche: Mae Hartley e Gabby Harrison, studentesse al secondo anno di liceo, essendo patite per la tecnologia, elaborano un piano per creare il fidanzato perfetto con pochi colpi di tastiera e una connessione wireless. Gabby e Mae non si rendono conto che il computer che usano è impostato per generare un super soldato robotico, che hanno inavvertitamente attivato in forma di Albert, un ragazzo carino, muscoloso ma sensibile.

## Cast
- China Anne McClain: Gabby Harrison
- Kelli Berglund: Mae Hartley
- Marshall Williams: Albert Banks
- Matt Shively: Bart Hartley
- Ashley Argota: Nevaeh Barnes
- Noah Centineo: Jaden Stark
- Roger Bart: Dr. James Hartley
- Ron Lea: Generale McFee

## Canzoni
- Sabrina Carpenter - "Stand Out"
- Marshall Williams & Kelli Berglund -  "Love You like a Love Song" (Selena Gomez and the Scene cover)
- Mo' Cheddah feat. Cristina Renae - "Higher"
- Kelli Berglund e China Anne McClain - "Something Real"

## Produzione
La produzione si è svolta a Toronto, in Canada. È diretto da Paul Hoen, produttore esecutivo Robin Schorr e Adam Kossack, co-produttore esecutivo Dan Seligmann e scritto da Jason Mayland.

## Trasmissione
Il film è stato pubblicato sulla piattaforma Watch Disney Channel l'11 agosto 2014. È stato poi trasmesso il 15 agosto 2014 su Disney Channel negli Stati Uniti e su Family Channel in Canada. In Italia è andato in onda il 22 novembre 2014.